# Chrysochloa orientalis
Chrysochloa orientalis är en gräsart som först beskrevs av Charles Edward Hubbard, och fick sitt nu gällande namn av Jason Richard Swallen. Chrysochloa orientalis ingår i släktet Chrysochloa och familjen gräs. Inga underarter finns listade i Catalogue of Life.